# Ben Erdreich

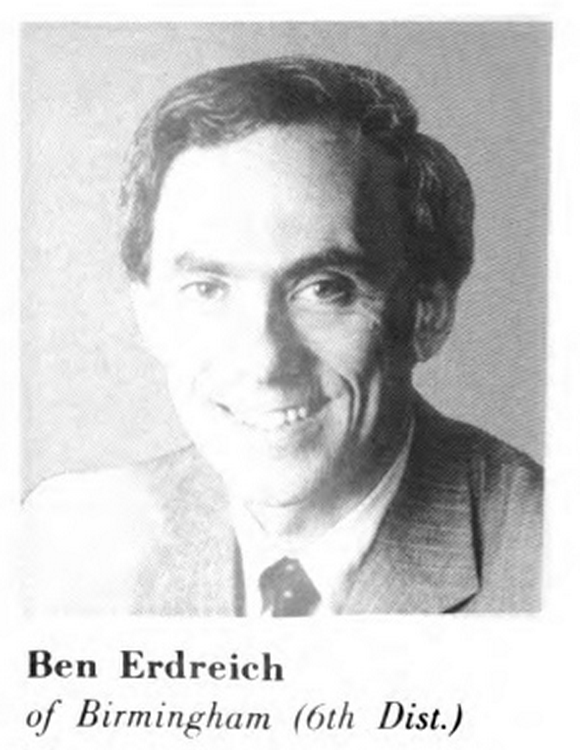
Ben Erdreich

Benjamin „Ben“ Leader Erdreich (* 9. Dezember 1938 in Birmingham, Alabama) ist ein US-amerikanischer Rechtsanwalt und Politiker (Demokratische Partei).

## Werdegang
Ben Erdreich graduierte 1956 an der Shados Valley High School in Birmingham (Alabama). Seinen Bachelor of Arts erhielt er 1960 an der Yale University in New Haven (Connecticut) und seinen Juris Doctor 1963 an der juristischen Fakultät der University of Alabama in Tuscaloosa (Alabama). Ferner war er als Chefredakteur der Alabama Law Review tätig. Danach diente er zwischen 1963 und 1965 in der US Army. Seine Zulassung als Anwalt erhielt er 1963. Nach seinem Militärdienst ging er der Tätigkeit als Anwalt nach.
Erdreich verfolgte ebenfalls eine politische Laufbahn. Er war zwischen 1970 und 1974 Abgeordneter im Repräsentantenhaus von Alabama. Danach bekleidete er zwischen 1974 und 1982 den Posten des County Commissioner im Jefferson County. Erdreich wurde in den 98. Kongress gewählt und in die vier nachfolgenden Kongresse wiedergewählt. Er war im US-Repräsentantenhaus vom 3. Januar 1983 bis zum 3. Januar 1993 tätig. Während dieser Zeit nahm er 1988 und 1992 als Delegierter an den Democratic National Conventions teil. Bei der Wahl in den 103. US-Kongress erlitt er eine Niederlage. Er lebt derzeit in Birmingham.